# 동래 한화 꿈에그린
동래 한화 꿈에그린(영어: Dongrae Hanwha Dream & Green)은 대한민국 부산광역시 동래구 낙민동에 위치한 고층 아파트 단지다. 2015년에 착공하여 2019년 2월에 개장했다.

## 같이 보기
- 금호 리첸시아
- 위브 더 제니스 타워
- 메타폴리스